# 孟加拉國的羅興亞人

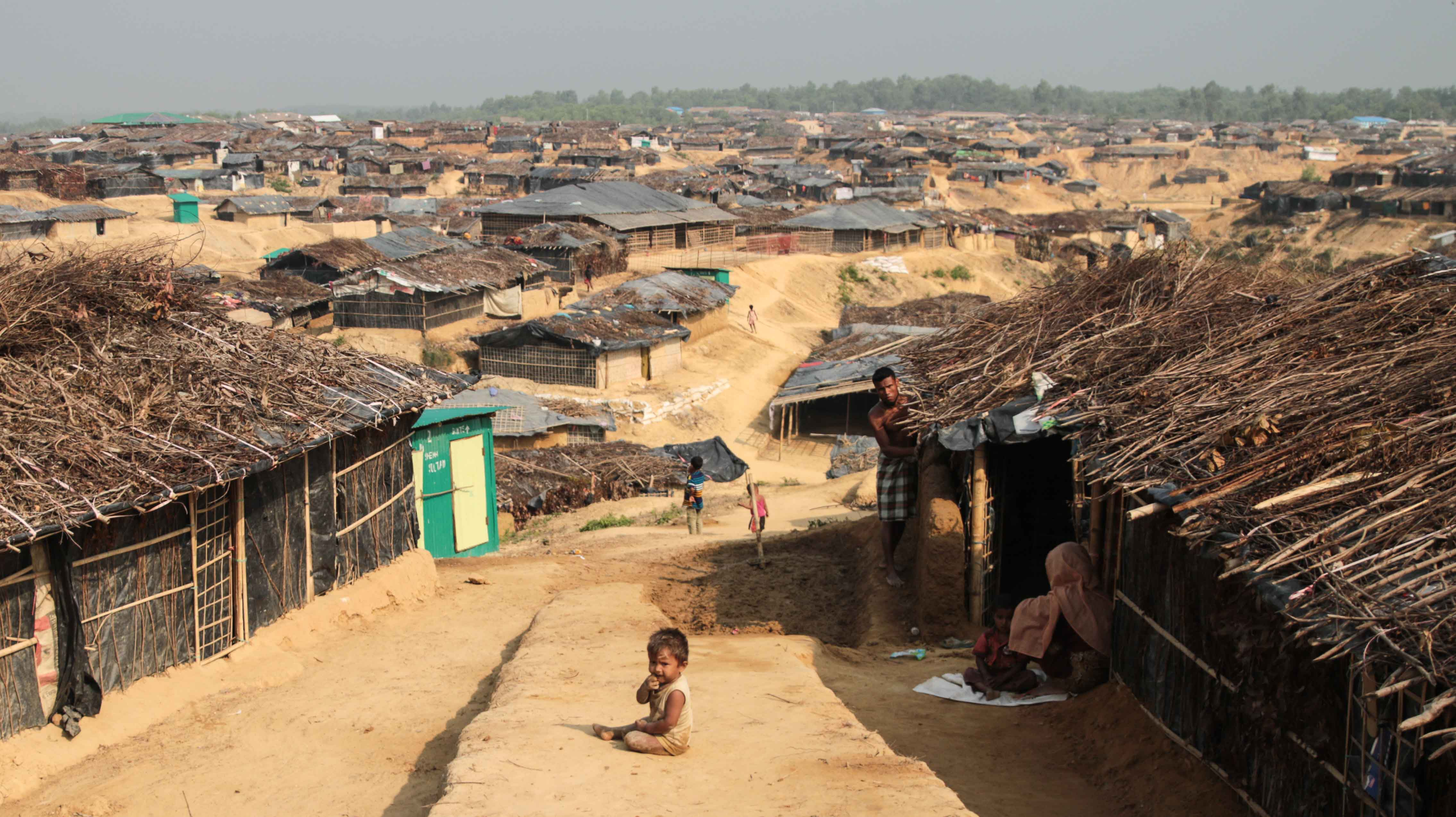
生活在孟加拉的缅甸罗兴亚人难民

孟加拉國的羅興亞人，是指生活在孟加拉國的羅興亞人難民。截至2017年12月，估計有655,000至700,000名羅興亞人自8月25日起逃往孟加拉國，以逃避遭受種族和宗教迫害。截至2018年6月，世界銀行宣布了近5億美元的捐款支持，以幫助孟加拉國解決羅興亞難民在衛生，教育和飲水，災害風險管理和社會保護等領域的需求。
2018年9月28日，孟加拉國總理謝赫·哈西娜在第73屆聯合國大會上發表講話。她說，現在孟加拉國有110萬羅興亞難民。

## 歷史
羅興亞人是緬甸若開邦的穆斯林少數族羣，許多緬甸佛教徒認為他們是從孟加拉來的非法移民。他們在緬甸被剝奪公民身份，被描述為世界上最受迫害的少數民族。
自20世紀70年代以來，羅興亞難民已經在孟加拉國定居，到2017年，孟加拉國估計有三十萬至五十萬難民。大多數難民都住在依托旅遊業的沿海地區科克斯巴扎爾縣或其附近，大多數難民都沒有登記核實，只有三萬兩千名難民被聯合國難民專員辦事處和孟加拉國政府註冊。估計有二十多萬在孟加拉國生活難民未被登記。他們另一方面也排擠住在吉大港山區的山地部落，他們也被指責進口毒品雅巴。孟加拉國將科克斯巴扎爾縣的犯罪和2012年拉穆暴力事件歸咎於這些難民。孟加拉國也遵循一項政策，使該國不受羅興亞難民的歡迎。
因羅興亞人已經在緬甸生活多年，孟加拉國政府多次呼籲緬甸政府接回難民。1978年，孟加拉國政府抗議緬甸政府“將數千名緬甸穆斯林公民強行驅逐到孟加拉國”。緬甸政府回應說，被驅逐者是在緬甸非法居住的孟加拉國公民。1978年7月，經過聯合國調解的密集談判，奈溫政府同意收回在阿拉干定居的20萬難民。在同一年和1992年，緬甸和孟加拉國政府的聯合聲明“承認羅興亞人是合法的緬甸居民”。但在1982年，緬甸政府頒布了公民身份法，宣布“孟加拉人”是外國人。

## 搬遷
2015年，孟加拉國政府提出了一個孟加拉國羅興亞難民遷往孟加拉灣邊遠的藤加查爾島搬遷計劃。該計劃在人權活動家和難民專員辦事處的批評之後被收回。
2016年10月至11月期間，又有約六萬五千名羅興亞難民從緬甸抵達。孟加拉國政府決定恢復搬遷計劃。藤加查爾島是一個小島，它不出現在大多數地圖上，距離最近的居住區哈蒂亞島30公里。孟加拉國軍隊的任務是使羅興亞難民居住在該島上。
2017年10月22日，據聯合國領導的跨部門協調小組（ISCG）報告指出，自2017年8月25日起估計有約六十萬名羅興亞難民越過邊界湧入孟加拉。
2018年4月15日，首個羅興亞難民五人家庭獲准回緬甸。

## 歸國
在若開羅興亞救世軍於2017年8月25日發動襲擊並隨後發生人道主義危機後，孟加拉國外交部長阿布·哈桑·馬哈茂德·阿里於2017年10月2日會見了緬甸官員，後來他們在會談後表示，兩國已商定一個“聯合工作組”，以便遣返逃往孟加拉國的羅興亞難民。
緬甸和孟加拉國政府於2017年11月23日簽署了關於將羅興亞難民遣返若開邦的諒解備忘錄。孟加拉國外交部長表示，將在三週內成立由難民專員辦事處和兩國成員組成的聯合工作組，以確定該進程開始的最後條件。他還說，返回的人將被關押在他們廢棄房屋附近的臨時營地。根據協議，緬甸將確保他們不會被長期留在營地並獲得身份證。
兩國外交部長於12月19日舉行會議，最終確定了協議。孟加拉國外交部發表聲明說，該組織將通過制定驗證身份和後勤的時間表“確保在兩個月內開始遣返”。
孟加拉國外交部於2018年1月15日宣布，孟加拉政府和緬甸雙方就孟加拉國羅興亞難民的遣返協議達成了雙邊協議，該協議的目的是在兩年內完成遣返過程。緬甸社會福利、救濟和重新安置部長Win Myat Aye也宣布，緬甸將於2018年1月23日開始遣返羅興亞難民。最初，緬甸政府同意僅在2018年3月14日孟加拉國同行提交的8,000多名羅興亞難民名單中遣返他們，不完整的文書工作是進程緩慢的原因，但在2018年5月18日，他們宣布將從名單中遣返總計1,100個“經過驗證的”羅興亞人。
2018年6月6日，聯合國和緬甸政府簽署了關於遣返羅興亞難民的諒解備忘錄，其細節在2018年6月29日在網上洩露之前一直保密。孟加拉國的羅興亞領導人立即批評並拒絕了該協議，他們表示協議並未解決其社區的擔憂。

## 難民營分區人口表
| 營名                       | Camp name                       | 人口數 2020年4月30日 | 分區                   |
| -------------------------- | ------------------------------- | -------------------- | ---------------------- |
| 庫圖帕朗難民營             | Kutupalong RC                   | 16,713               | 庫圖帕朗難民營與擴張區 |
| 1東營                      | Camp 1E                         | 37,945               | 庫圖帕朗難民營與擴張區 |
| 1西營                      | Camp 1W                         | 38,005               | 庫圖帕朗難民營與擴張區 |
| 2西營                      | Camp 2W                         | 23,587               | 庫圖帕朗難民營與擴張區 |
| 2東營                      | Camp 2E                         | 25,659               | 庫圖帕朗難民營與擴張區 |
| 3營                        | Camp 3                          | 35,599               | 庫圖帕朗難民營與擴張區 |
| 4營                        | Camp 4                          | 29,854               | 庫圖帕朗難民營與擴張區 |
| 4延伸營                    | Camp 4 Ext                      | 6,691                | 庫圖帕朗難民營與擴張區 |
| 5營                        | Camp 5                          | 24,437               | 庫圖帕朗難民營與擴張區 |
| 6營                        | Camp 6                          | 22,726               | 庫圖帕朗難民營與擴張區 |
| 7營                        | Camp 7                          | 36,652               | 庫圖帕朗難民營與擴張區 |
| 8東營                      | Camp 8E                         | 29,244               | 庫圖帕朗難民營與擴張區 |
| 8西營                      | Camp 8W                         | 30,683               | 庫圖帕朗難民營與擴張區 |
| 9營                        | Camp 9                          | 32,846               | 庫圖帕朗難民營與擴張區 |
| 10營                       | Camp 10                         | 29,771               | 庫圖帕朗難民營與擴張區 |
| 11營                       | Camp 11                         | 29,668               | 庫圖帕朗難民營與擴張區 |
| 12營                       | Camp 12                         | 25,662               | 庫圖帕朗難民營與擴張區 |
| 13營                       | Camp 13                         | 41,610               | 庫圖帕朗難民營與擴張區 |
| 14營                       | Camp 14                         | 31,930               | Hakimpara              |
| 15營                       | Camp 15                         | 49,593               | Jamtoli                |
| 16營                       | Camp 16                         | 20,859               | Moynarghona            |
| 17營                       | Camp 17                         | 16,344               | 庫圖帕朗難民營與擴張區 |
| 18營                       | Camp 18                         | 27,023               | 庫圖帕朗難民營與擴張區 |
| 19營                       | Camp 19                         | 22,967               | 庫圖帕朗難民營與擴張區 |
| 20營                       | Camp 20                         | 6,777                | 庫圖帕朗難民營與擴張區 |
| 20延伸營                   | Camp 20 Ext                     | 7,732                | 庫圖帕朗難民營與擴張區 |
| 21營                       | Camp 21                         | 16,468               | Chakmarkul             |
| 22營                       | Camp 22                         | 21,206               | Unchiprang             |
| 23營                       | Camp 23                         | 10,494               | Shamlapur              |
| 24營                       | Camp 24                         | 26,026               |                        |
| 25營                       | Camp 25                         | 7,403                |                        |
| 26營                       | Camp 26                         | 40,440               |                        |
| 27營                       | Camp 27                         | 14,921               |                        |
| 那亞帕拉難民營             | Nayapara RC                     | 22,640               |                        |
| 庫圖帕朗難民營與擴張區合計 | Kutupalong RC & Expention Camps | 598,195              |                        |
| 合計                       |                                 | 860,175              |                        |